# Carol Windley
Carol Ann Windley (* 18. Juni 1947 in Tofino, British Columbia, Kanada) ist eine kanadische Schriftstellerin, die Romane und Kurzgeschichten verfasst. 2007 gewann sie den Ethel Wilson Fiction Prize.

## Leben
Carol Windley wurde 1947 in Tofino, British Columbia, geboren. Sie wuchs in British Columbia und Alberta auf und arbeitete als Bürokraft bei einer Radiostation und als Bibliothekarin. Ihre erste Kurzgeschichtensammlung, Visible Light (1993), gewann den Bumbershoot Award, und war für den Governor General’s Award for English Fiction 1993 sowie für den Ethel Wilson Fiction Prize 1994 nominiert.
Danach folgte 1998 ihr erster Roman, Breathing Underwater. 2002 gewann Carol Windley den Western Magazin Award für die einzelne Kurzgeschichte What Saffi Knows, die später zur einleitenden Erzählung in ihrer Kurzgeschichtensammlung Home Schooling (2006) wurde. Dieses Buch stand 2006 auf der Shortlist des Scotiabank Giller Prize und erhielt 2007 den zu den BC Book Prizes gehörenden Ethel Wilson Fiction Prize.
Darüber hinaus unterrichtet Windley Kreatives Schreiben am Malaspina University-College. Ihre Geschichten lässt sie meist in der ländlichen Umgebung von Vancouver Island oder in den Städten am nördlichen Pazifik spielen. Sie lebt mit ihrem Ehemann in Nanaimo.

## Werk
- Visible Light (1993)
- Breathing Underwater (1998)
- Home Schooling (2006)

## Auszeichnungen und Nominierungen
- 1993: Bumbershoot Award für Visible Light
- 1993: Shortlist des Governor General’s Award for Fiction für Visible Light
- 1994: Shortlist des Ethel Wilson Fiction Prize für Visible Light
- 2002: Western Magazin Award für What Saffi Knows
- 2006: Shortlist des Scotiabank Giller Prize für Home Schooling
- 2007: Ethel Wilson Fiction Prize für Home Schooling